# Любоевич, Дивна
Ди́вна Лю́боевич (серб. Дивна Љубојевић/Divna Ljubojević; род. 7 апреля 1970, Белград) — югославская и сербская исполнительница православной духовной музыки Сербии, Византии, Болгарии и России. Основательница, регент, солистка и руководительница хора «Мело́ди».

## Биография
Родилась в Белграде 7 апреля 1970 года в праздник Благовещения Пресвятой Богородицы. Выросла в религиозной православной семье.
С 10 лет изучала церковное пение в белградском монастыре Введения во храм Пресвятой Богородицы. Затем окончила музыкальную школу «Мокраньяц» в Белграде и Музыкальную академию в Нови-Саде.
В 1991 года при Введенском монастыре создала церковный хор «Мелоди», названный так по предложению певца и филолога Ненада Ристовича в честь святого Романа Сладкопевца (греч. Ρωμανός ο Μελωδός, лат. Romanus Melodus). Репертуар хора «Мелоди» составляют православные песнопения: от ранних образцов византийского, сербского, болгарского и русского распевов до произведений современных авторов. Помимо участия в богослужениях, за 17 лет своего существования хор дал более 400 концертов, участвовал во многих международных фестивалях.
Дивна занимается дирижированием и является самым молодым дирижёром в истории старейшего сербского хора.

## Дискография
- Аксион эстин, 1996 г.
- Достойно есть, 1999 г.
- Живоносный источник, 2000 г.
- Мелоди, 2001 г.
- Славословие, 2002 г.
- Liturgija u manastiru Vavedenje, 2004 г.
- Концерти, 2006 г.
- Христос воскресе, 2007 г.
- Христос се роди, 2007 г.
- Divna en concert
- Mysteres Byzantins
- Lumieres du Chant Byzantin
- La Divine Liturgie de Saint Jean Chrisostome
- La Gloire de Byzance